# كارل شترنهايم
كارل شترنهايم (بالألمانية: Carl Sternheim)، ولد باسم ويليام أدولف كارل فرانك (بالألمانية: William Adolph Carl Francke). هو كاتب مسرحي تعبيري ألماني. ولد عام 1878 في لايبزغ، ومات عام 1942 في بروكسل. كان شترنهايم ابناً لأحد رجال البنوك، ودرس في الفترة من 1879 حتى 1902 الفلسفة وعلم النفس والحقوق في ميونخ وغوتينغن ولايبزغ وبرلين. وفي عام 1908 أسس بالتعاون مع فرانس بلاي صحيفة هيبريون. عاش حياة غير مستقرة وهاجر في النهاية إلى بروكسل، ثم مرض مراضاً عصبياً ومات هناك.

## حياته
نشأ كارل شتيرنهايم في هانوفر وبرلين. ودرس الفلسفة وعلم النفس والقانون في ميونخ وغوتينغن ولايبزغ. انتقل في عام 1900 إلى فايمار حيث تفرغ للكتابة, وتزوج من أويْجينيه هاوت. ثم تزوج للمرة الثانية في عام 1907 من تيا باور Thea وأنجب منها طفلين. وكانت تيا ابنة صاحب مصنع ثري, فمنحته المال لبناء قصر بيلميسون Bellemaison بالقرب من ميونخ. وكان العديد من الفنانين والأدباء يزورونه فيه ومنهم ميشتيلده ليشنوفسكي زماكس راينهارت وفرانك فيديكند, وقام شتيرنهايم ببناء مبنى ملحق بالقصر ليكون قاعة عرض فنية.
وفي عام 1908 أصدر بالاشتراك مع فرانتس بلايْ Franz Blei الأعداد الأولى من مجلة هيبريون Hyperion. وفي عام 1912 رحل إلى بلجيكا, ثم إلى سانت موريتس وأوتفيل في سويسرا بعد انتهاء الحرب العالمية الأولى. وبعد أن انفصل عن زوجته تيا, تزوج بين عامي 1930 و1934 من باميلا فيديكند ثم انفصل عنها. وتزوج في عام 1935 من هنريته كاربونارو.
وقد ربطت صداقة بالعديد من الأدباء منهم: جوتفريد بن وكارل أيْنشتاين وفرانتس بفيمفيرت وفالتر راتيناوْ وإرنست شتادلر وهوجو فون تشودي وفريتس فون أونرو وأوتو فريسلاندر.
وقد مات كارل شتيرنهايم في عام 1942 ودفن في مقبرة إيكسيله Ixelle في بروكسل.

## أعماله
- البنطلون «Die Hose» (مسرحية كوميدية 1911).
- الكاسيت «Die Kassette» (مسرحية كوميدية 1912).
- المواطن شيبل «Bürger Schippel» (مسرحية كوميدية 1913).
- المتعجرف «Der Snob» (مسرحية كوميدية 1914).

## روابط خارجية
- كارل شترنهايم على موقع IMDb (الإنجليزية)
- كارل شترنهايم على موقع الموسوعة البريطانية (الإنجليزية)
- كارل شترنهايم على موقع مونزينجر (الألمانية)
- كارل شترنهايم على موقع أول موفي (الإنجليزية)
- كارل شترنهايم على موقع ديسكوغز (الإنجليزية)
- كارل شترنهايم على موقع كينوبويسك (الروسية)